# Proton Malaysian Open
A Proton Malaysian Open  egy férfiak számára évente megrendezett tenisztorna Malajzia fővárosában, Kuala Lumpurban. A versenyt az ATP 250 Series tornák közé tartozik. A mérkőzéseket fedett csarnokban, kemény borításon játsszák. Az összdíjazás 850 000 USD. Az első versenyt 2009-ben rendezték meg,  a tornán 28 egyéni és 16 páros teniszező vehet részt.

## Döntők

### Egyéni
| Év   | Győztes             | Ellenfél a döntőben | Eredmény a döntőben |
| ---- | ------------------- | ------------------- | ------------------- |
| 2012 | Juan Mónaco         | Julien Benneteau    | 7–5, 4–6, 6–3       |
| 2011 | Janko Tipsarević    | Márkosz Pagdatísz   | 6–4, 7–5            |
| 2010 | Mihail Juzsnij      | Andrej Golubev      | 6–7(2), 6–2, 7–6(3) |
| 2009 | Nyikolaj Davigyenko | Fernando Verdasco   | 6–4, 7–5            |

### Páros
| Év   | Győztes                              | Ellenfél a döntőben                  | Eredmény a döntőben |
| ---- | ------------------------------------ | ------------------------------------ | ------------------- |
| 2012 | Alexander Peya Bruno Soares          | Colin Fleming Ross Hutchins          | 5–7, 7–5, [10–7]    |
| 2011 | Eric Butorac Jean-Julien Rojer       | František Čermák Filip Polášek       | 6–1, 6–3            |
| 2010 | František Čermák Michal Mertiňák     | Mariusz Fyrstenberg Marcin Matkowski | 7–6(3), 7–6(5)      |
| 2009 | Mariusz Fyrstenberg Marcin Matkowski | Igor Kunyicin Jaroslav Levinský      | 6–2, 6–1            |